# Oligotrichum flexuosum
Oligotrichum flexuosum là một loài rêu trong họ Polytrichaceae. Loài này được (Müll. Hal.) Kindb. mô tả khoa học đầu tiên năm 1888.